# ながぬま農業協同組合
ながぬま農業協同組合（ながぬまのうぎょうきょうどうくみあい、英称: JA Naganuma ）は、北海道夕張郡長沼町に本所を置く農業協同組合である。略称はJAながぬま。当農協の営業地区は長沼町一円である。

## 概要
1994年（平成6年）長沼町農協、北長沼農協が合併し、ながぬま農協が発足。
主な特産品は、米穀び大豆や小麦が盛んであり、他にも、トマトの出荷量が多い。
- 正組合員数 883人
- 准組合員数 737人
- 職員数 96人

## 事務所の一覧
カッコ内は所在地
- 本所（夕張郡長沼町銀座北1丁目5-19(銀座区)）
- 北長沼支所（夕張郡長沼町東2線北14(北市区)）
- 舞鶴事業所（夕張郡長沼町東5線南12(23区)）

## 子会社
- 株式会社FAMO長沼[1]